# Fontaine-Denis-Nuisy
Pour les articles homonymes, voir Fontaine.
Fontaine-Denis-Nuisy est une commune française, située dans le département de la Marne en région Grand Est.

## Géographie
| La Forestière | Barbonne-Fayel            |                         |
|               | Fontaine-Denis-Nuisy      | Saint-Quentin-le-Verger |
| Chantemerle   | La Celle-sous-Chantemerle | Saron-sur-Aube          |

### Hydrographie

#### Réseau hydrographique
La commune est dans la région hydrographique « la Seine de sa source au confluent de l'Oise (exclu) » au sein du bassin Seine-Normandie. Elle est drainée par le Fossé 04 du Grand Étang, le Fossé 01 de l'Étang Pavé, le Fossé 01 des Maisons Rouges, le Fossé 01 du Grand Carré, le Fossé 05 de la commune de la Forestière, le Fossé 06 de la commune de la Forestière, le Fossé 07 de la commune de la Forestière et le Fossé 08 de la commune de la Forestière,.

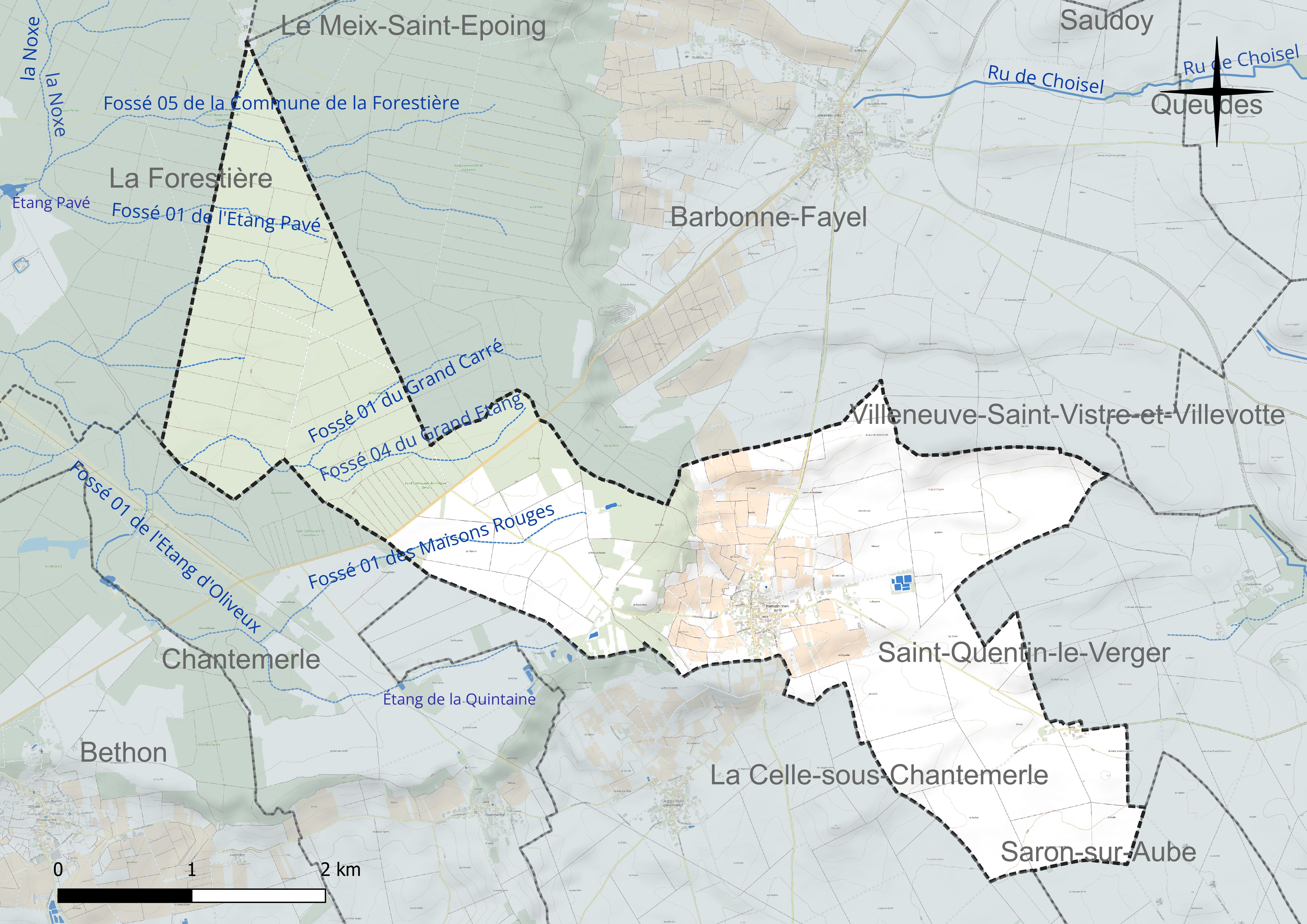
Réseau hydrographique de Fontaine-Denis-Nuisy.

#### Gestion et qualité des eaux
Le territoire communal est couvert par le schéma d'aménagement et de gestion des eaux (SAGE) « Bassée Voulzie ». Ce document de planification concerne le territoire du bassin versant de l'Armançon qui s’étend sur 1 710 km2 et se répartit sur trois départements (l'Aube, l'Yonne et la Marne). Le périmètre a été rrêté le 2 septembre 2016, le diagnostic  a été validé le 29 novembre 20220. La structure porteuse de l'élaboration et de la mise en œuvre est le Syndicat mixte ouvert de l’eau potable, de l’assainissement collectif, de l’assainissement non collectif, des milieux aquatiques et de la démoustication (SDDEA). 
La qualité des cours d’eau peut être consultée sur un site dédié géré par les agences de l’eau et l’Agence française pour la biodiversité. 

### Climat
Pour des articles plus généraux, voir Climat du Grand Est et Climat de la Marne.
En 2010, le climat de la commune est de type climat océanique dégradé des plaines du Centre et du Nord, selon une étude du Centre national de la recherche scientifique s'appuyant sur une série de données couvrant la période 1971-2000. En 2020, Météo-France publie une typologie des climats de la France métropolitaine dans laquelle la commune est exposée à un climat océanique altéré et est dans la région climatique  Nord-est du bassin Parisien, caractérisée par un ensoleillement médiocre, une pluviométrie moyenne régulièrement répartie au cours de l’année et un hiver froid (3 °C). 
Pour la période 1971-2000, la température annuelle moyenne est de 10,6 °C, avec une amplitude thermique annuelle de 15,5 °C. Le cumul annuel moyen de précipitations est de 762 mm, avec 12,3 jours de précipitations en janvier et 7,9 jours en juillet. Pour la période 1991-2020, la température moyenne annuelle observée sur la station météorologique de Météo-France la plus proche, « Romilly », sur la commune de Romilly-sur-Seine à 12 km à vol d'oiseau, est de 11,2 °C et le cumul annuel moyen de précipitations est de 619,5 mm. 
La température maximale relevée sur cette station est de 42,3 °C, atteinte le 25 juillet 2019 ; la température minimale est de −25,2 °C, atteinte le 6 janvier 1971,,. 
Les paramètres climatiques de la commune ont été estimés pour le milieu du siècle (2041-2070) selon différents scénarios d'émission de gaz à effet de serre à partir des nouvelles projections climatiques de référence DRIAS-2020. Ils sont consultables sur un site dédié publié par Météo-France en novembre 2022.

## Urbanisme

### Typologie
Au 1er janvier 2024, Fontaine-Denis-Nuisy est catégorisée commune rurale à habitat dispersé, selon la nouvelle grille communale de densité à sept niveaux définie par l'Insee en 2022.
Elle est située hors unité urbaine et hors attraction des villes,.

### Occupation des sols
L'occupation des sols de la commune, telle qu'elle ressort de la base de données européenne d’occupation biophysique des sols Corine Land Cover (CLC), est marquée par l'importance des territoires agricoles (60 % en 2018), une proportion sensiblement équivalente à celle de 1990 (60,6 %). La répartition détaillée en 2018 est la suivante : 
terres arables (49,5 %), forêts (37,7 %), cultures permanentes (9,8 %), zones urbanisées (2,3 %), zones agricoles hétérogènes (0,8 %). L'évolution de l’occupation des sols de la commune et de ses infrastructures peut être observée sur les différentes représentations cartographiques du territoire : la carte de Cassini (XVIIIe siècle), la carte d'état-major (1820-1866) et les cartes ou photos aériennes de l'IGN pour la période actuelle (1950 à aujourd'hui).

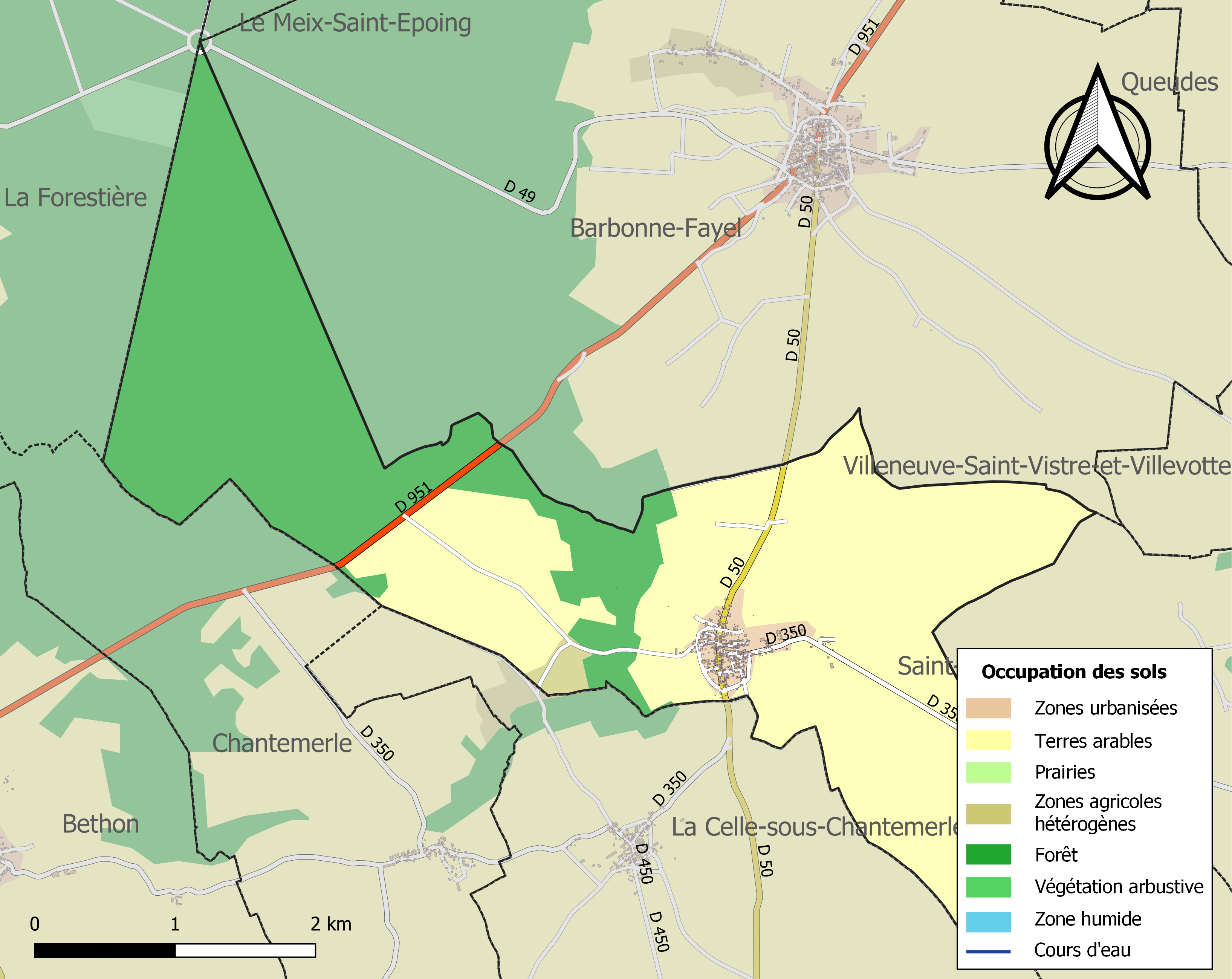
Carte des infrastructures et de l'occupation des sols de la commune en 2018 (CLC).

## Toponymie
Fontaine-Denis est attesté sous les formes « Fonticulus qui nuncupatur Fons Danilus » ( XIe siècle) ; Fons, Fontein de Neis, la Fontene de Aneis, Font de Deineis (vers 1222) ; Fontanæ (vers 1252) ; Fontaine-Denis en Champaigne (1404) ; Fons Dionisii (1407) ; Fons Dionysii (1443) ; Fontaine-Deni (1666).

Nuisy, ancien village de la localité, est attesté sous les formes Nusiacum (1155) ; Nuseium (1165) ; Nuisi (vers 1252) ; Nuysiacum (1407) ; Nuysy (1571) ; Nuizy (1860) ; Muizy (1862) ; Nuisiacum (1784).

## Histoire
La commune de Fontaine-Denis fusionne avec celle de Nuisy en 1846.

## Politique et administration
| Période                                  | Période                      | Identité       | Étiquette | Qualité                         |
| ---------------------------------------- | ---------------------------- | -------------- | --------- | ------------------------------- |
| Les données manquantes sont à compléter. |                              |                |           |                                 |
|                                          | 1875                         | Dorme          |           |                                 |
| avant 1877                               | après 1879                   | Bourdethon     |           |                                 |
| avant 1988                               | 1989                         | René Collet    |           |                                 |
| 1989                                     | 2008                         | Édith Collet   |           |                                 |
| 2008                                     | 2010                         | Alain Demoulin |           |                                 |
| 2010                                     | En cours (au 4 juillet 2014) | Nadine Legras  |           | Réélue pour le mandat 2014-2020 |

## Démographie
Les habitants de la commune sont les Fontenats et Fontenates.

L'évolution du nombre d'habitants est connue à travers les recensements de la population effectués dans la commune depuis 1793. Pour les communes de moins de 10 000 habitants, une enquête de recensement portant sur toute la population est réalisée tous les cinq ans, les populations de référence des années intermédiaires étant quant à elles estimées par interpolation ou extrapolation. Pour la commune, le premier recensement exhaustif entrant dans le cadre du nouveau dispositif a été réalisé en 2007.

En 2022, la commune comptait 235 habitants, en évolution de +0,43 % par rapport à 2016 (Marne : −1,19 %, France hors Mayotte : +2,11 %).
| 1793 | 1800 | 1806 | 1821 | 1831 | 1836 | 1841 | 1846 | 1851 |
| ---- | ---- | ---- | ---- | ---- | ---- | ---- | ---- | ---- |
| 629  | 677  | 763  | 713  | 834  | 860  | 839  | 848  | 824  |

| 1856 | 1861 | 1866 | 1872 | 1876 | 1881 | 1886 | 1891 | 1896 |
| ---- | ---- | ---- | ---- | ---- | ---- | ---- | ---- | ---- |
| 847  | 876  | 871  | 834  | 803  | 783  | 746  | 709  | 682  |

| 1901 | 1906 | 1911 | 1921 | 1926 | 1931 | 1936 | 1946 | 1954 |
| ---- | ---- | ---- | ---- | ---- | ---- | ---- | ---- | ---- |
| 629  | 624  | 552  | 436  | 405  | 379  | 356  | 286  | 286  |

| 1962 | 1968 | 1975 | 1982 | 1990 | 1999 | 2006 | 2007 | 2012 |
| ---- | ---- | ---- | ---- | ---- | ---- | ---- | ---- | ---- |
| 318  | 286  | 286  | 268  | 245  | 258  | 253  | 252  | 239  |

| 2017 | 2022 | - | - | - | - | - | - | - |
| ---- | ---- | - | - | - | - | - | - | - |
| 234  | 235  | - | - | - | - | - | - | - |

## Lieux et monuments

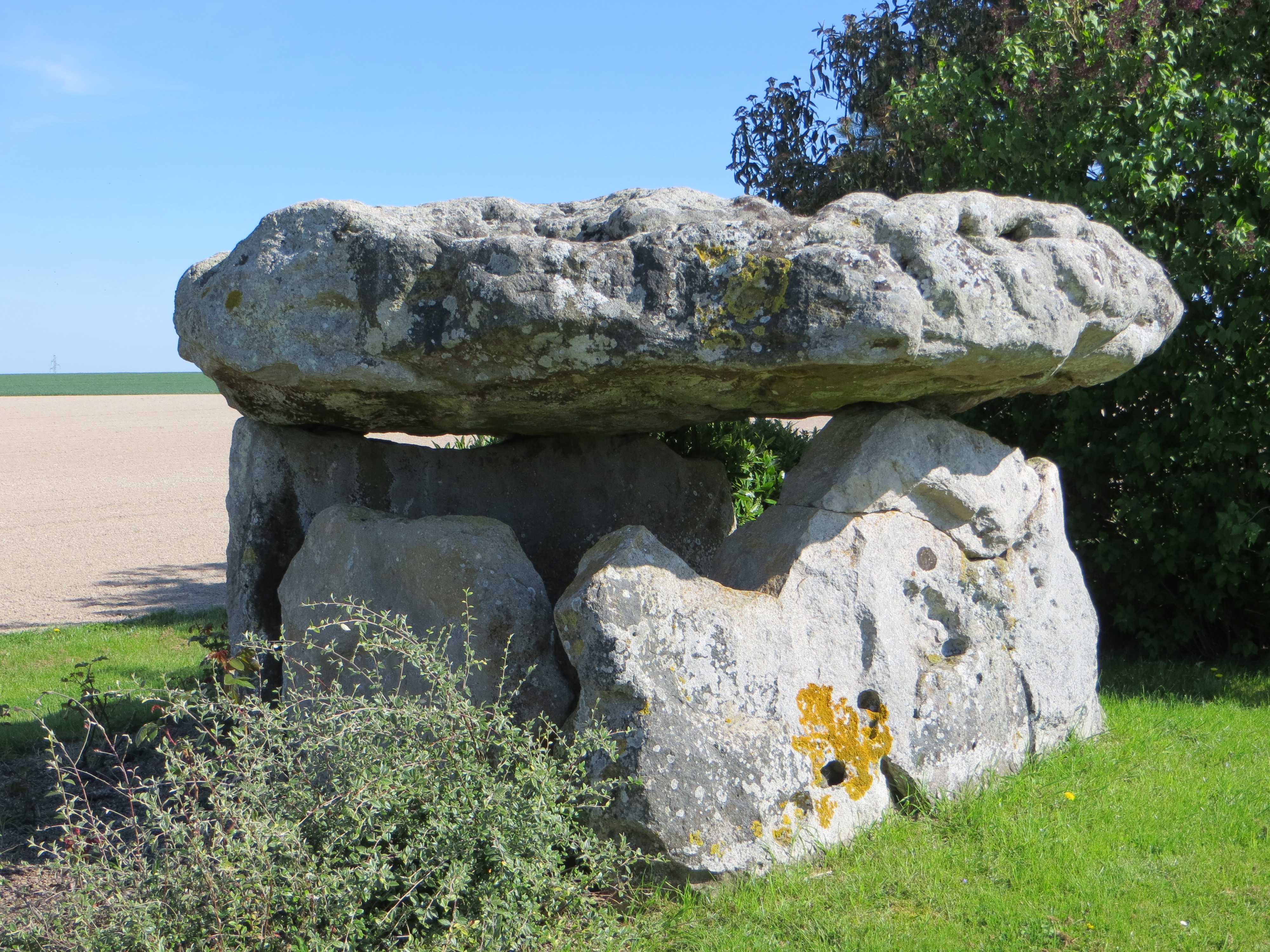
La Pierre Sainte-Geneviève.

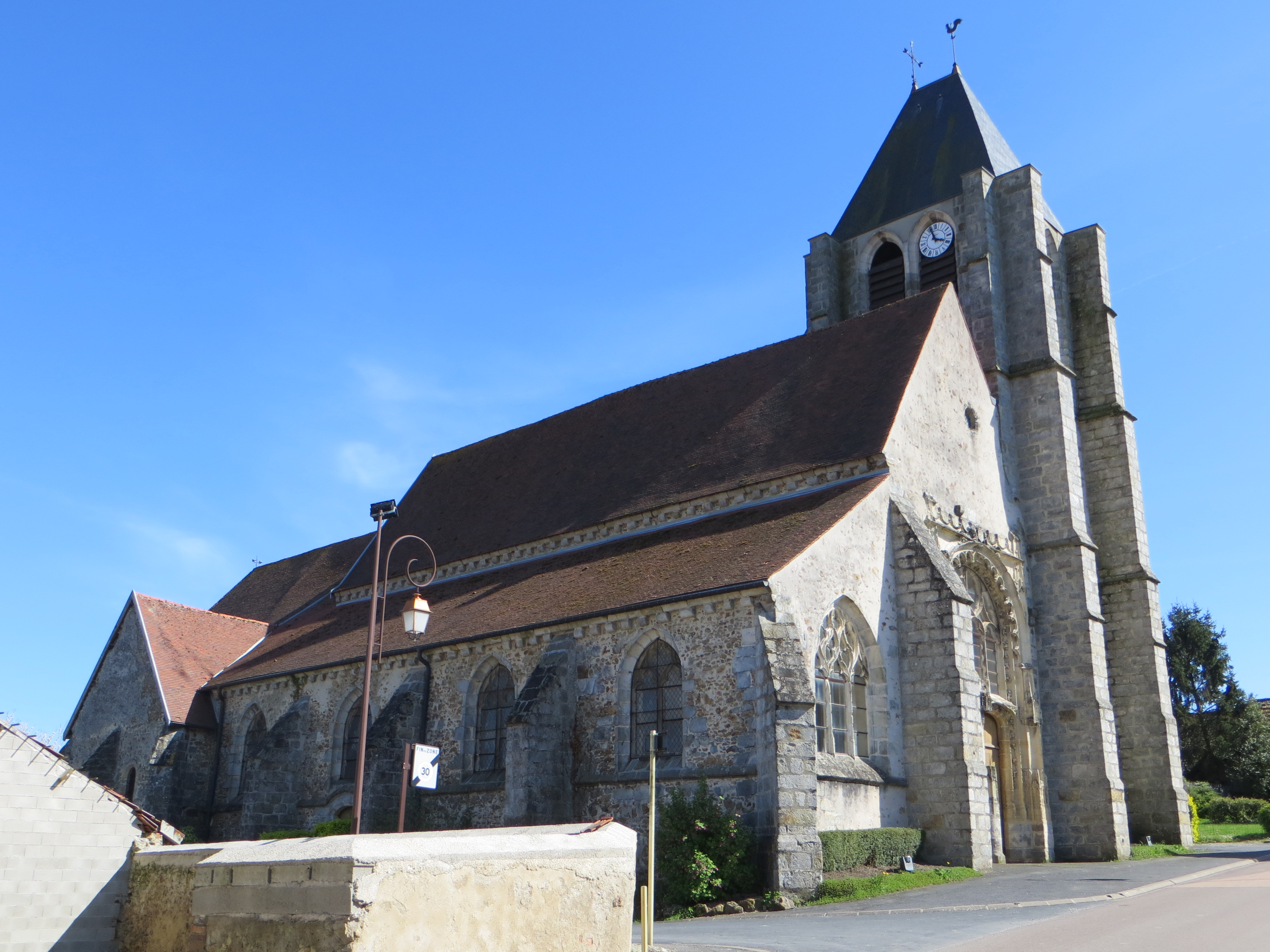
Église Saint-Quentin - cloche de l’église sonnant 16 h : Fichier:Fontaine-Denis - Église Saint-Quentin - 16h.ogg

- Le dolmen de Nuisy, dit « Pierre Sainte-Geneviève », est classé monument historique en 1887[23].
- L'église de Fontaine-Denis possède une fresque murale représentant le jugement dernier, restaurée en 2004. Elle remonte à la fin du XVe siècle. Elle est également classée monument historique[23].

## Personnalités liées à la commune
- Claude-Nicolas Ledoux qui aurait restauré et reconstruit un ou plusieurs bâtiments (l'église ?), voir l'article de G. Vilain, Les travaux de restauration et les reconstructions à Fontaine-Denis, par Claude-Nicolas Ledoux (1764-1767), paru dans les « Études marnaises », 2005.